# IPhone 5S
Ајфон 5С (енгл. iPhone 5S) је 7. генерација Епловог мобилног телефона серије Aјфон. Представљен је 10. маја 2013. године. За само 3 дана овај телефон је поставио нови рекорд у продаји, са девет милиона продатих уређаја.

## Техничке карактеристике
Тежина и димензија
- Висина 123,8 мм
- Ширина 58,6 мм
- Дубина 7,6 мм
- Маса: 112 грама

### Чип
- А7 чип са 64-битном архитектуром
- M7 Копроцесор за обраду покрета

### Мобилно и бежично повезивање
- Модел A1533 (GSM)
- Модел A1533 (CDMA)
- Модел A1453
- Модел A1457
- Модел A1530

### Камера
- 8 мегапиксела са пикселима величине 1,5 µ
- ƒ/2.2 пречник објектива
- "True Tone" блиц

### Предња камера
- Фотографије од 1,2 МП (1280 x 960)
- HD видео снимање од 720p
- БСИ сензор

### Језици
- Језичка подршка

енглески (САД), енглески (УК), кинески (поједностављени), кинески (традиционални), француски, немачки, италијански, јапански, корејски, шпански, арапски, каталонски, српски, чешки, дански, холандски, фински, грчки, хебрејски, мађарски, малајски, индонежански, норвешки, пољски, португалски, португалски (Бразил), румунски, руски, словачки, шведски, тајландски, турски, украјински, вијетнамски.